# Maximilian von Kuchler
Maximilian Kuchler, seit 1917 Ritter von Kuchler (* 15. Mai 1857 in Regensburg; † nach 1944) war ein bayerischer Generalleutnant.

## Leben
Kuchler war der Sohn eines Rotgerbermeisters. Nach dem Besuch des Realgymnasiums trat er 1874 als Dreijährig-Freiwilliger in das 1. Pionier-Bataillon der Bayerischen Armee ein und avancierte im Dezember 1876 zum Sekondeleutnant. Ab Ende April 1881 war er als Bataillonsadjutant tätig. Er stieg Mitte Juli 1882 zum Premierleutnant auf und absolvierte zur weiteren Ausbildung ab Oktober 1885 die Kriegsakademie in München. Nach zweieinhalb Jahren wurde Kuchler, ohne seine Studien beendet und eine Begutachtung erhalten zu haben, im März 1888 zur Inspektion des Ingenieurkorps und der Festungen versetzt. Zwei Monate später erfolgte dort seine Ernennung zum Adjutanten. Unter vorläufiger Belassung in seiner Funktion wurde er am 9. Juli 1890 zum Hauptmann befördert, im August zur Fortifikation Ingolstadt versetzt und zugleich als Lehrer an der Artillerie- und Ingenieur-Schule verwendet. Mit der Ernennung zum Kompaniechef im 2. Pionier-Bataillon trat Kuchler am 30. Oktober 1892 in den Truppendienst zurück, bevor er am 24. Februar 1895 zur Fortifikation Ingolstadt rückversetzt wurde. Ende Oktober 1895 erfolgte seine erneute Verwendung als Adjutant bei der Inspektion des Ingenieurkorps und der Festungen. Ende Januar 1899 stieg er in dieser Eigenschaft zum überzähligen Major auf und wurde am 19. April 1899 unter Kommandierung zum Stab des Pionier-Detachements in das 1. Pionier-Bataillon versetzt. Vom 1. April 1900 bis zum 30. September 1901 befand Kuchler sich beim Stab des 3. Pionier-Bataillons und rückte anschließend zum Kommandeur dieses Verbandes auf. Er avancierte am 9. März 1903 zum Oberstleutnant, gab Mitte April das Kommando ab und wurde am 8. Juni 1903 zum Mitglied der Reichsrayonkommission ernannt sowie wenige Tage später zugleich zum außeretatmäßigen Mitglied des Bayerischen Senats beim Reichsmilitärgericht bestimmt.
Nachdem Kuchler am 4. Februar 1905 seine Beförderung zum Oberst erhalten hatte, wurde er Ende des Monats zunächst von seiner Stellung bei der Reichs-Kommission sowie beim Reichsmilitärgericht entbunden und am 28. Februar 1905 zum Abteilungschef bei der Inspektion des Ingenieurkorps und der Festungen ernannt. In dieser Eigenschaft stieg Kuchler am 22. Mai 1908 zum Generalmajor auf. Unter Verleihung des Charakters als Generalleutnant wurde Kuchler am 23. April 1911 mit der gesetzlichen Pension zur Disposition gestellt und zugleich zum Chef der Pensions- und Versorgungs-Abteilung im Kriegsministerium ernannt.
Während des Ersten Weltkriegs erhielt er am 3. August 1915 das Patent zu seinem Dienstgrad und war vom 16. September bis zum 11. Oktober 1915 als Vertreter des Etappeninspekteurs der Armee-Abteilung „Falkenhausen“ an der Westfront tätig. Am 24. November 1915 wurde ihm der Militärverdienstorden II. Klasse mit Stern und Schwertern am 24. November 1915 verliehen. Anlässlich des Geburtstages von König Ludwig III. wurde Kuchler am 26. Dezember 1916 mit dem Komtur des Verdienstordens der Bayerischen Krone ausgezeichnet. Damit verbunden war die Erhebung in den persönlichen Adelsstand und er durfte sich nach der Eintragung in die Adelsmatrikel ab dem 20. Januar 1917 „Ritter von Kuchler“ nennen. Zudem erhielt er im Januar das Eiserne Kreuz I. Klasse sowie Anfang Februar 1917 die Erlaubnis zur Annahme der Liakat-Medaille in Gold mit Schwertern und des Eisernen Halbmondes.
Nach Kriegsende wurde Kuchler am 28. Januar 1919 von seiner Stellung als Abteilungschef im Ministerium für militärische Angelegenheiten enthoben.